# Live (album Jacka Kaczmarskiego i Zbigniewa Łapińskiego)
Live – album koncertowy Jacka Kaczmarskiego i Zbigniewa Łapińskiego wydany przez Pomaton EMI w 1991 roku. Zawiera on zapis recitali z pierwszej trasy koncertowej Jacka Kaczmarskiego po powrocie z emigracji. Płyta została zarejestrowana 26 maja 1990 roku podczas koncertów w klubie „Riviera-Remont” w Warszawie.
Album w wersji kompaktowej był pierwszym albumem CD wydanym przez Pomaton (nr kat. POM CD 001). Nagrania uzyskały certyfikat platynowej płyty w 2002 roku.

## Twórcy
- Jacek Kaczmarski – śpiew, gitara
- Zbigniew Łapiński – fortepian

Słowa: Jacek Kaczmarski, oprócz: 11, 12 – Jacek Kaczmarski wg W. Wysockiego

Muzyka: Jacek Kaczmarski, oprócz: 14 – Jan Krzysztof Kelus
Dodatkowe utwory wydane wyłącznie na kasetach:

Słowa: Jacek Kaczmarski, oprócz: 11 (Vol. 1) – Jacek Kaczmarski wg W. Wysockiego

Muzyka: Jacek Kaczmarski, oprócz: 5 (Vol. 2) – muzyka ludowa, 7 (Vol. 2) – Lluís Llach i Grande

## Lista utworów[1]

### Wersja CD
1. „Nasza klasa” (05:00)
2. „Przejście Polaków przez Morze Czerwone” (04:02)
3. „Bajka o Głupim Jasiu” (04:47)
4. „Pan Kmicic (Trylogia)” (04:25)
5. „Tradycja” (02:51)
6. „Ballada wrześniowa” (02:17)
7. „Jałta” (04:30)
8. „Opowieść pewnego emigranta” (03:11)
9. „Kara Barabasza” (03:34)
10. „Lalka, czyli polski pozytywizm” (03:43)
11. „Obława” (03:19)
12. „Obława II” (03:02)
13. „Obława III” (03:05)
14. „Powrót sentymentalnej panny S.” (03:15)
15. „Zbroja” (05:11)
16. „Epitafium dla Włodzimierza Wysockiego” (10:32)

### Wersja kasetowa[1]

#### Vol. 1
1. „Nasza klasa” (05:00)
2. „Litania” (02:50)
3. „Przejście Polaków przez Morze Czerwone” (04:02)
4. „Encore, jeszcze raz” (05:14)
5. „Bajka o Głupim Jasiu” (04:47)
6. „Pan Kmicic (Trylogia)” (04:25)
7. „Tradycja” (02:51)
8. „Ballada wrześniowa” (02:17)
9. „Katyń” (04:29)
10. „Barykada (Śmierć Baczyńskiego)” (03:16)
11. „Czołg (wg Wysockiego)” (02:47)
12. „Jałta” (04:30)
13. „Opowieść pewnego emigranta” (03:11)
14. „Kara Barabasza” (03:34)

#### Vol. 2
1. „Lalka, czyli polski pozytywizm” (03:43)
2. „Obława” (03:19)
3. „Obława II” (03:02)
4. „Obława III” (03:05)
5. „Rozbite oddziały” (03:28)
6. „Zmartwychwstanie Mandelsztama” (02:50)
7. „Mury” (05:24)
8. „Powrót sentymentalnej panny S.” (03:15)
9. „Zbroja” (05:11)
10. „Źródło” (05:09)
11. „Epitafium dla Włodzimierza Wysockiego” (10:32)

Tytuły utworów wydanych wcześniej wyłącznie na kasetach zostały pogrubione. W 2006 roku zostały włączone do kompilacji Suplement na CD.

## Wydania[1]
- 1991 – Pomaton EMI (CD, nr kat. POM CD 001)
- 1991 – Pomaton EMI (2 kasety, nr kat. POM 003, POM 004). O 9 utworów więcej niż na CD.
- 2002 – Płyta wydana w albumie dwupłytowym (razem z płytą Krzyk) przez Pomaton EMI (CD, nr kat. 5434222)
- 2004 – Album włączony do Syna marnotrawnego – zestawu 22 płyt wydanego przez Pomaton EMI
- 2006 – Utwory wydane wcześniej wyłącznie na kasecie włączono do Suplementu.
- 2007 – Album włączony do Arki Noego – zestawu 37 płyt wydanego przez Pomaton EMI.